# 番木瓜
番木瓜通稱木瓜，也叫“萬壽果”，熱帶和亞熱帶小喬木，葉大掌狀，大多為雌雄異株，花黃色，果实长圆形，果肉厚味甜。木瓜的乳汁含木瓜蛋白酶，是製作鬆肉粉的主要成分。
中國古代即有“木瓜”，《詩經·衛風·木瓜》所稱之“木瓜”是貼梗海棠的果實，而番木瓜約在17世紀引進中國大陸，約在清朝末年再引入台灣。

## 型態
木瓜一般高2－3米的大型灌木，因為其不堅實所以亦有人認為是草本植物。其樹幹直立，底層分枝較少，主要在頂部生長。樹葉大，葉柄也長；花乳白色，有雌花、雄花和兩性花。雄花的花型小，花瓣基部筒狀；兩性花按雌蕊、雄蕊發育的情況又分爲雌型兩性花、雄型兩性花和長圓形兩性花等3種，以長圓形兩型花發育的果實最好。因花性的不同，植株可分單性株和兩性株，雌株只開雌花，花性穩定，如有兩性株的花粉授粉，結果力強，亦有天然單性結實現象。兩性株開各種類型的花，往往受外界條件影響，花性不穩定，結出不同的果實，稱異型果現象。
果實長圓形、卵形或洋梨形，單果重1－2.5千克，成熟時果皮由綠變黃，肉厚、肉質軟滑，為橙黃色或紅色。種子未成熟時白色，成熟時黑色，外種皮有皺紋，種皮外有一層透明膠質的假種皮包圍。

## 分布
木瓜原產熱帶的美洲，在墨西哥已種植了幾個世紀。現時木瓜普遍在熱帶地區都有種植，例如印度、菲律賓、台灣、巴西和南中國等地。而亞洲又以廣東一帶和台灣栽培最多。

## 種類
番木瓜有40多個品種。較重要的有：

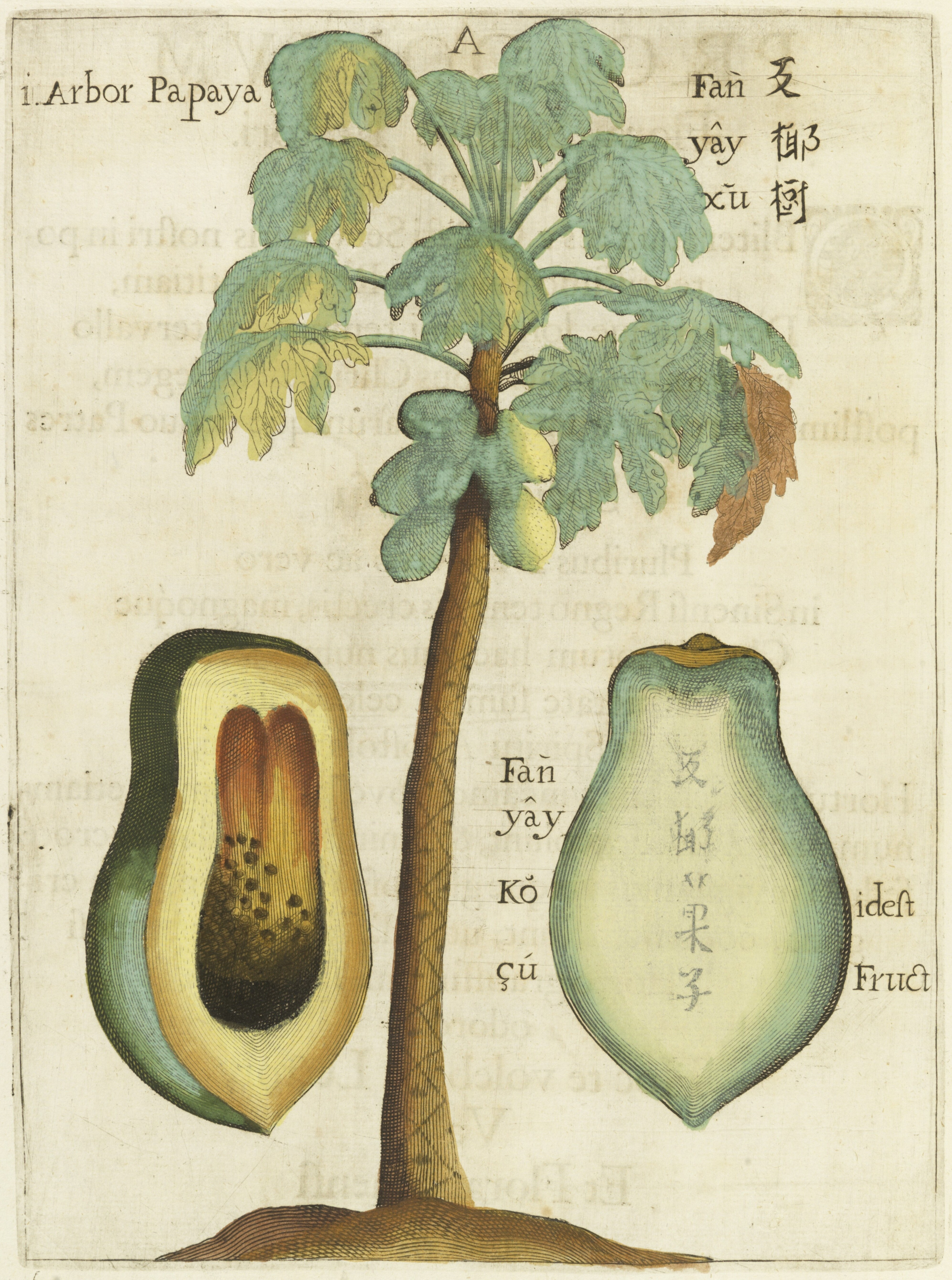
波蘭籍天主教耶穌會來華傳教士卜彌格十七世紀著作《Flora Sinensis》（譯：中國植物志）畫筆下的「反(番)椰樹」。

- 莖花番木瓜（Carica cauliflora Jacq.=Vasconcellea cauliflora）
- 秘魯番木瓜（Carica monoica Desf.=Vasconcellea monoica）
- 山番木瓜（Carica candamarcensis Hook.f.=Vasconcellea pubescens）
- 槲叶番木瓜（Carica quercifolia Benth.et Hood.=Vasconcellea quercifolia）
- 五棱番木瓜（Carica pentagona Heilb.=Vasconcellea × heilbornii）
- 台農五號番木瓜（Tai-Non No.V）是中華民國的農業試驗所以雜交的方式育成，對蚜蟲傳播的｢木瓜輪點病PRSV｣具抗性。長果型，紅肉種。

## 營養
果實含有豐富木瓜酶，維生素C、B及鈣、磷及礦物質，營養豐富，果實含大量豐富的胡蘿卜素、蛋白質、鈣鹽、蛋白酶、檸檬酶等。

## 用途
成熟果實可以作為水果食用或做成果乾、蜜餞等，在原產地墨西哥常做為水果沙拉在早餐食用。在台灣以其果汁做成木瓜牛奶。在泰國和寮國，以未熟果做成青木瓜沙拉。果實中含有木瓜蛋白酶，可做成鬆肉粉用來軟化肉類，亦有做成保健食品。木瓜種子有辛辣味，可作為胡椒之代用品。
木瓜葉在印尼料理中作為一種蔬菜食用。
中醫認為，木瓜果消食，驅蟲，消腫解毒，通乳，降壓。治消化不良，蟯蟲病，癰癤腫毒，跌打損傷，濕疹，蜈蚣咬傷，潰瘍病，產婦乳少，痢疾，高血壓症，二便不暢；根、葉、花治骨折，搗敷潰瘍。

## 主要病害
- 木瓜輪點病

此病使瓜肉成輪點狀斑，有異味，由蚜蟲傳佈。台灣由農試所雜交成功的｢台農五號｣是專針對此病。
- 真菌寄生

## 圖集

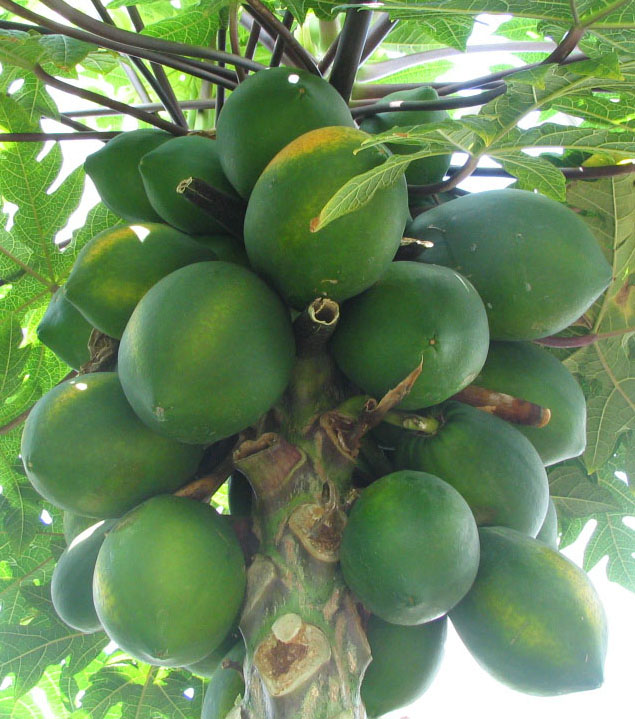
結滿果實的木瓜樹
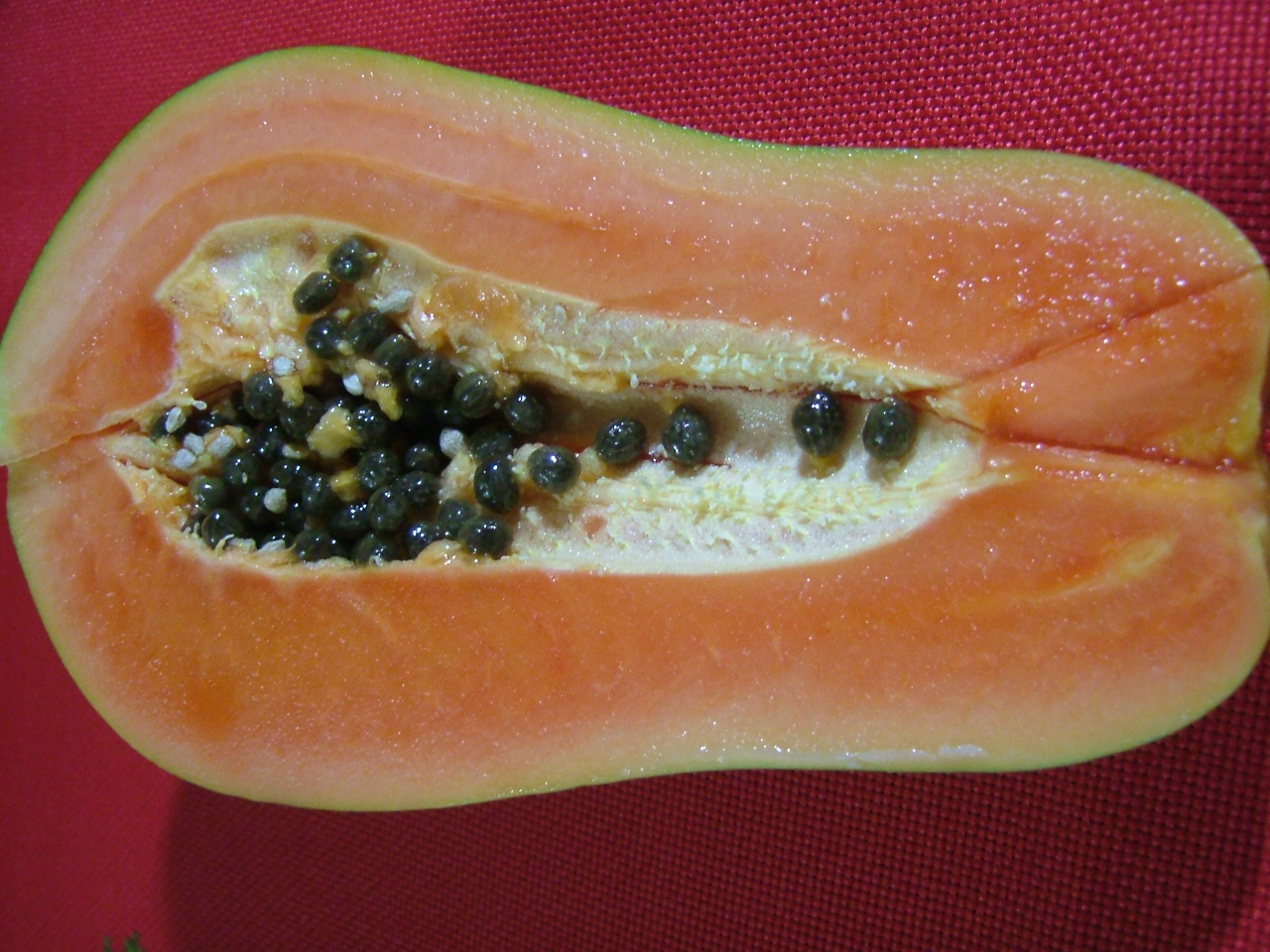
切開的加州木瓜
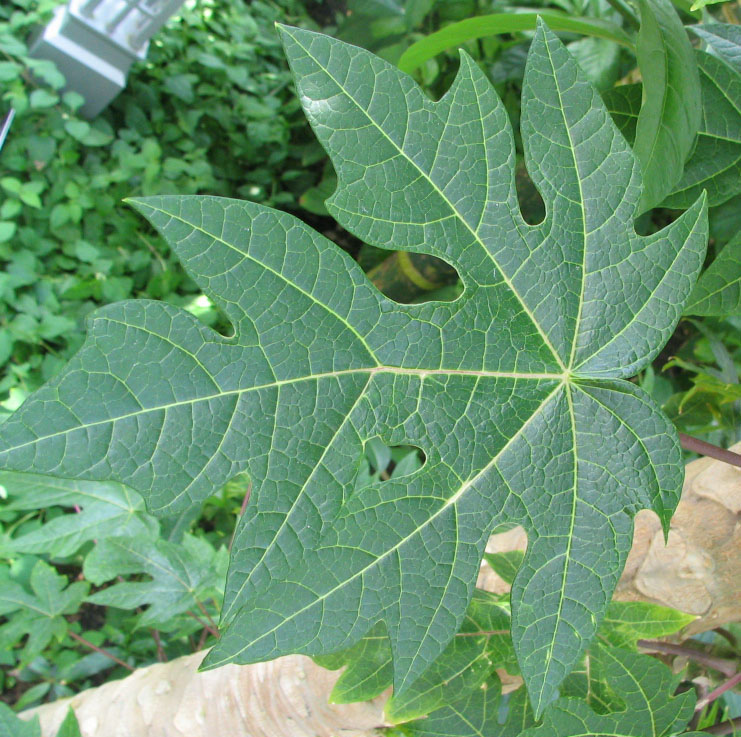
番木瓜叶
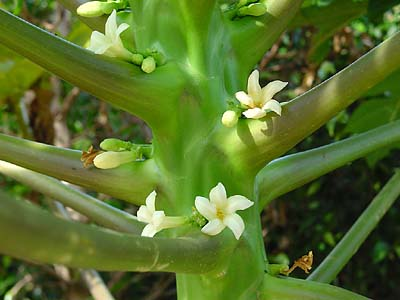
雌花
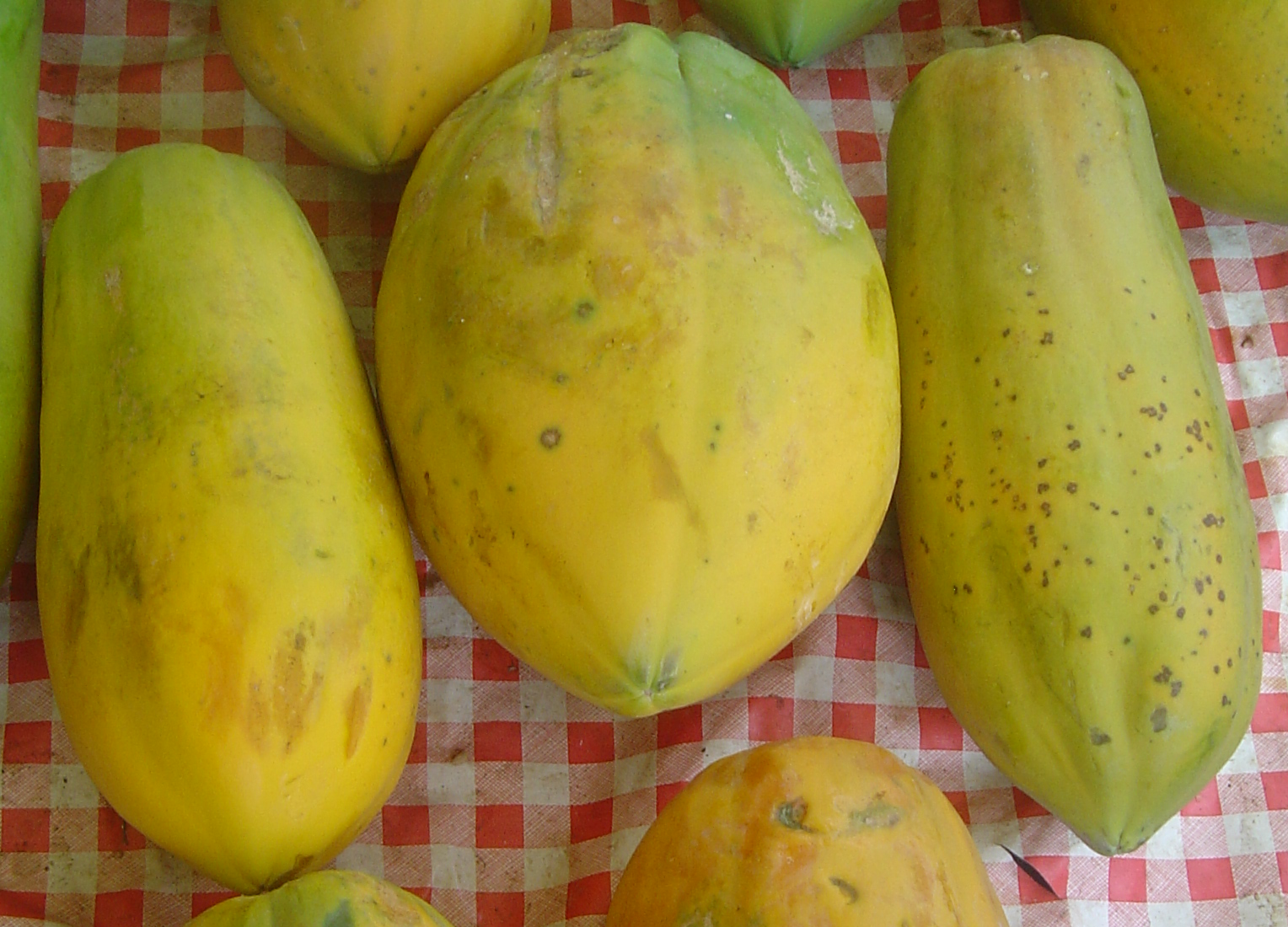
番木瓜
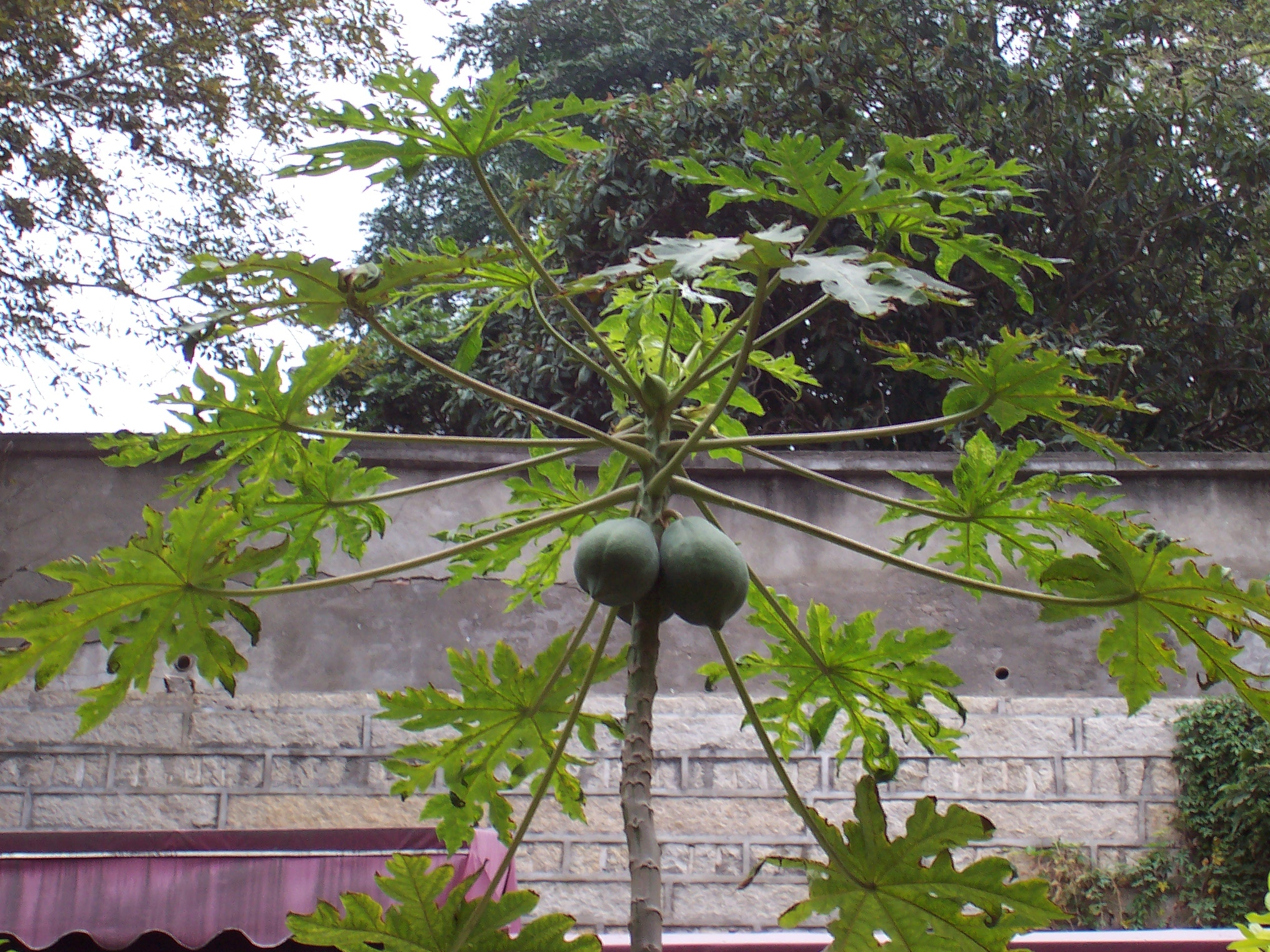
厦门的木瓜树
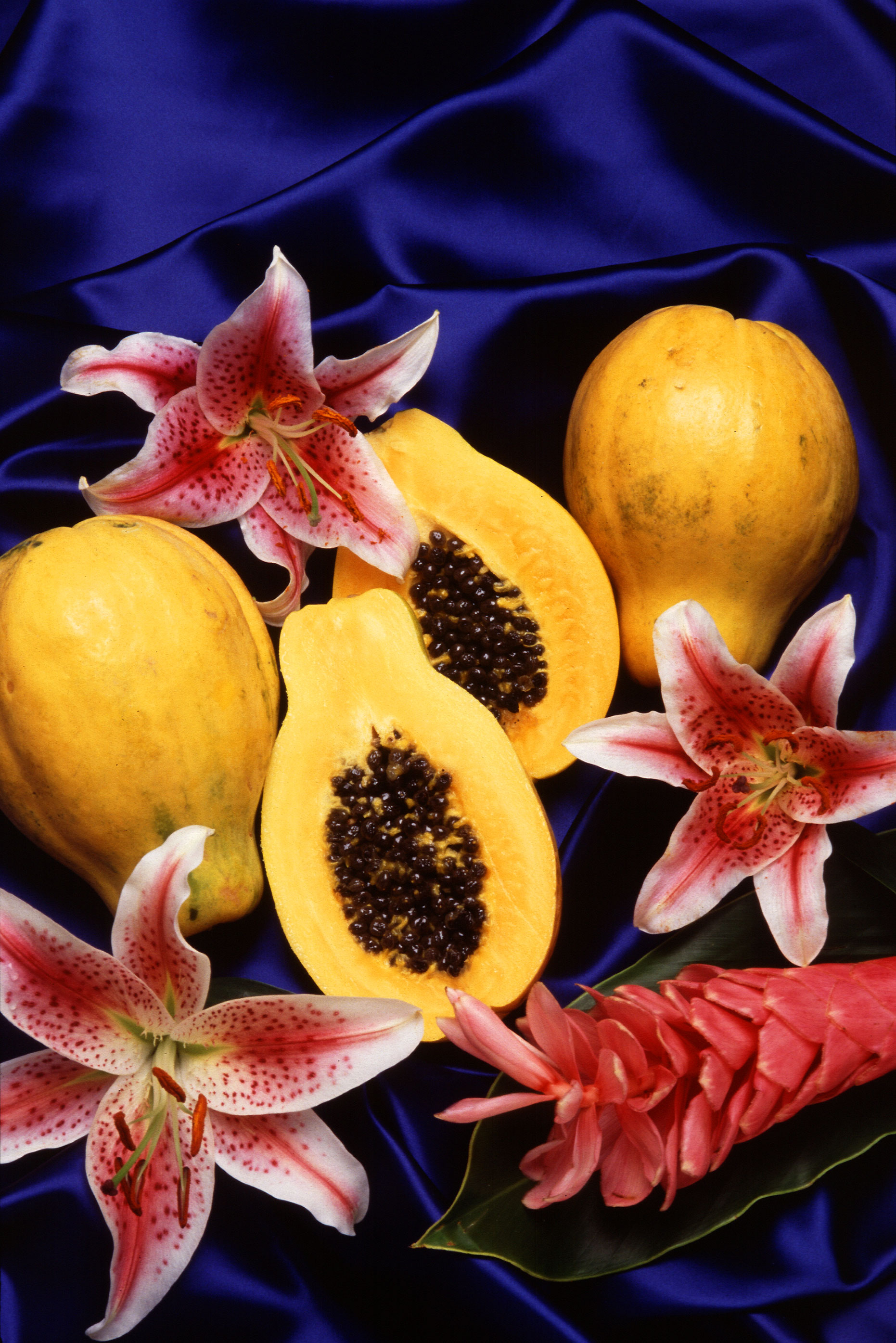
夏威夷番木瓜和百合花
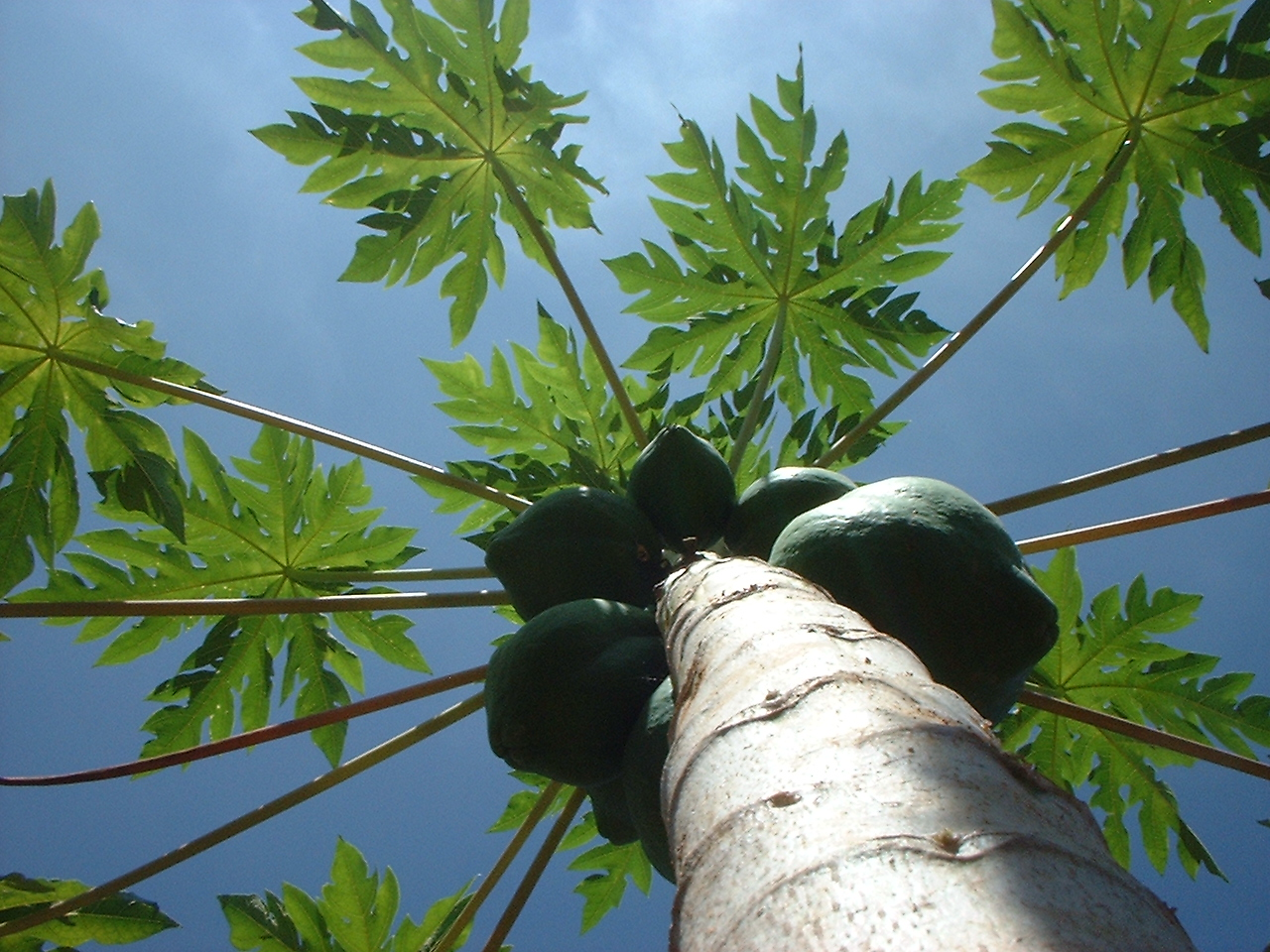
印度番木瓜树
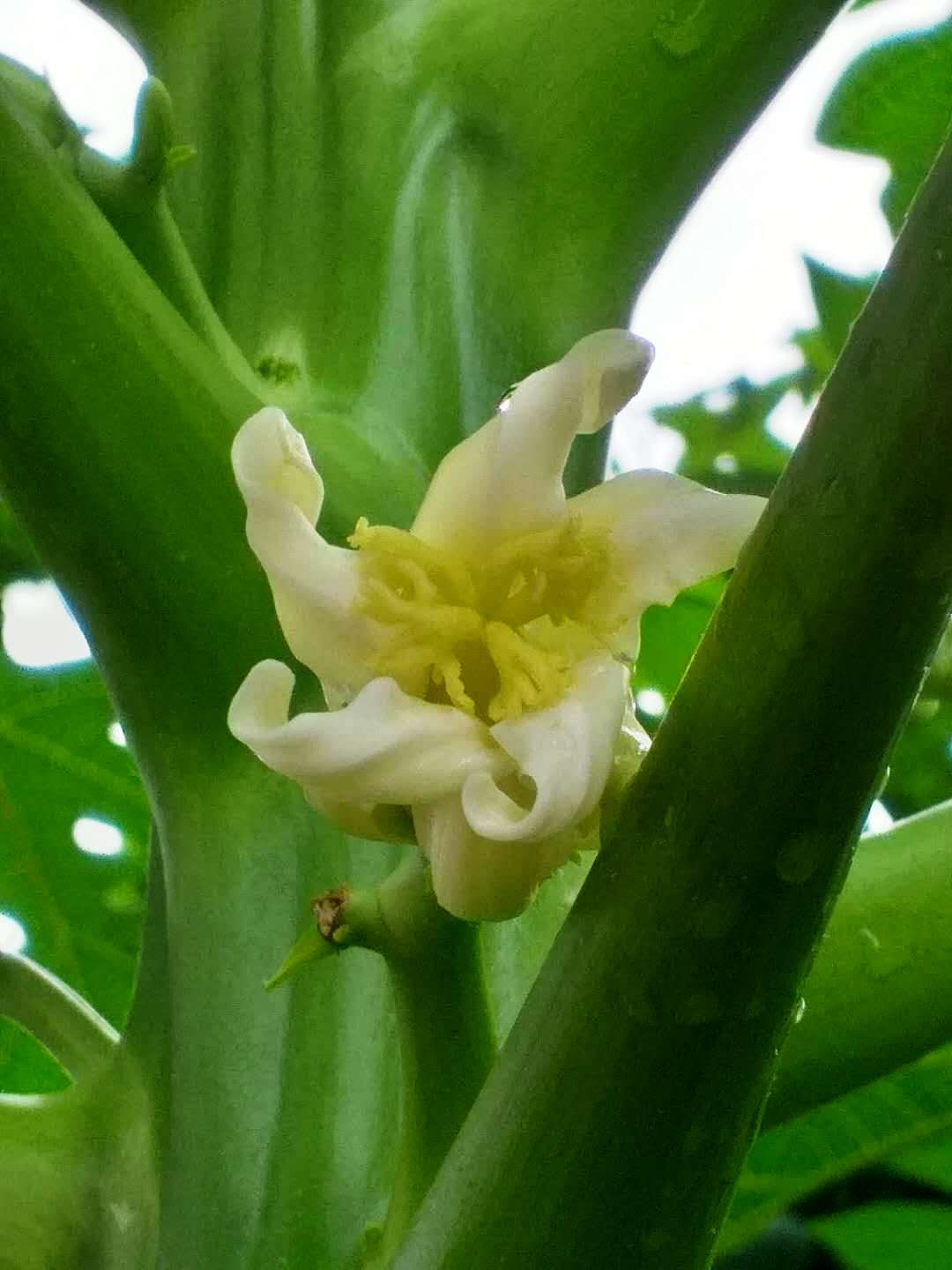
雌花近照